# Jali (cântăreț)
Jali, născut în Rwanda în anul 1988, este un cantautor belgian de expresie francofonă. Numele său de scenă provine de la un deal din țara sa natală.
Acesta cântă în public încă din 2009, dar primul său single, intitulat Española, a apărut în iunie 2011. În același an, în luna octombrie, a lansat primul său album, Des jours et des lunes (Zile și luni).
În februarie 2012, Jali a obținut premiul pentru Artistul anului la Festivalul Octavele Muzicii din Belgia.
În septembrie 2012, primul său album a primit discul de aur în Belgia (mai mult de 15000 de discuri vândute).

## Biografie
Elev fiind, Jali avea prieteni care făceau muzică. Și-a cumpărat o chitară la mâna a doua și s-a apucat să învețe să „zdrăngăne” la chitară cu ajutorul internetului, primele sale acorduri făcându-le pe muzica lui Bob Marley și a lui Tracy Chapman. A cântat într-un grup de muzică reggae în limbile franceză, engleză, swahili și într-un dialect al limbii bantu numit lingala.
| „Quand j’ai réussi à faire mes propres suites d’accords, les textes sont venus tous seuls. Je suis bavard, j’ai de l’imagination, j’ai toujours plein de choses à raconter.” | „Când am reușit să-mi fac propriile suite de acorduri, textele îmi veneau singure. Sunt vorbăreț, am imaginație, am avut dintotdeauna multe lucruri de povestit.” |

Jali este un cantautor cunoscut și apreciat în țările francofone, deși este foarte tânăr.

## Discografie

### Albume
- 2011 Des jours et des lunes (Zile și luni)

### Single-uri
- Española (2011)
- 21 grammes (2011)
- Un jour ou l'autre / Boum boum (2011)
- Des ailes (2012)
- Bonnie (2012)